# Раміль Гулієв
Раміль Ельдар огли Гулієв (азерб. Ramil Eldar oğlu Quliyev; нард. 29 травня 1990 року, Баку, Азербайджанська СРСР) — турецький легкоатлет азербайджанського походження, спринтер, рекордсмен Азербайджану і Туреччини на дистанціях 60 і 200 метрів, є також власником юніорського європейського рекорду в 20,04 секунди, встановленого на всесвітній універсіаді в Белграді в 2009 році і рекорду чемпіонатів Європи (19,76 секунди). Перший легкоатлет Туреччини і перший азербайджанець, який став чемпіоном світу з легкої атлетики.

## Біографія
Народився 29 травня 1990 року в Баку. За національністю — азербайджанець. Першим тренером спортсмена був його батько — Ельдар Гулієв. Після смерті батька його тренером став Олег Мухін, офіційно працює в збірній Росії.
У 2010 році, будучи ще громадянином Азербайджану, Гулієв уклав річний контракт з турецьким клубом "«Фенербахче». Цей сезон для Гулієва, за його ж словами, став «дуже невдалим». Так, через серцевий напад помер батько і тренер спортсмена Ельдар Гулієв, також трапилася він отрима травму. Через це Гулієв змушений був пропустити чемпіонат Європи в Барселоні.
З 4 квітня 2011 року має турецьке громадянство, і з цього моменту всі результати зараховуються за Туреччину. За словами Гулієва, йому довелося покинути Азербайджан, оскільки «Федерація легкої атлетики взагалі не допомагала, ні зі стипендією, ні з тренуваннями» Крім Туреччини у Гулієва був варіант виступати і за Росію, однак керівники російської федерації, за словами Раміля, «не довели справу до кінця».
Федерація легкої атлетики Азербайджану висловлювала невдоволення рішенням Гулієва змінити спортивне громадянство, проте не змогла перешкодити цьому. Після від'їзду до Туреччини, Азербайджан не дав Гулієву відкріплення, через що той на три роки потрапив під карантин і не зміг виступати на міжнародних змаганнях, пропустивши в тому числі і Олімпійські ігри в Лондоні. За цей період Гулієв виступав тільки на внутрішніх і невеликих комерційних змаганнях, що, за словами спортсмена, позначилося на його формі. Також Раміль Гулієв переніс операцію на ахілловому сухожиллі, після якої, за його ж словами, «дуже важко відновлювався», не маючи можливості робити ряд вправ.

## Спортивна кар'єра
Раміль Гулієв є рекордсменом Азербайджану і Туреччини в бігу на 60, 100, 200 і 300 метрів. Крім цього Гулієв також володар кращого результату в Європі 2009 і 2015 року.
У 2007 році в свої 17 років Раміль Гулієв стає срібним призером в забігу на 200 метрів чемпіонату світу серед юнаків, що проходив в чеській Остраві. В цьому ж році в Белграді він стає переможцем Європейського юнацького олімпійського фестивалю в забігу на 100 та 200 метрів. Через два роки він завойовує золоту і срібну медалі в забігах на 200 і 100 метрів на чемпіонаті Європи серед юніорів, що проходив в місті Новий Сад.
Є переможцем і дворазовим призером Всесвітніх студентських ігор у Белграді 2009 і Кванджу 2015. Дворазовий призер Середземноморських ігор в Мармарисі 2013.
На чемпіонаті світу з легкої атлетики в Берліні 2009 року і чемпіонаті світу з легкої атлетики в Пекіні 2015 року Раміль Гулієв вийшов у фінал забігу на 200 метрів. Коментатор телеканалу «Eurosport» так прокоментував виступ Гулієва в півфінальному забігу чемпіонату світу 2009 в Берліні:
|  | Цей півфінал, здається, був сильніше того, в якому біг Болт. Так як тут ми побачили тих спортсменів, які, судячи з усього, і будуть претендувати на срібну і бронзову нагороду. А Раміль Гулієв показав себе не просто хорошим, а класним юніором». |

Учасник літніх Олімпійських ігор 2008 в Пекіні та літніх Олімпійських ігор 2016 в Ріо-де-Жанейро. Так, ставши срібним призером чемпіонату світу серед юніорів 2007 року в чеській Остраві, на дистанції 200 метрів, з результатом 20,72 секунди, Раміль Гулієв першим з азербайджанських спортсменів завоював ліцензію на літні Олімпійські ігри 2008 року. На цих Олімпійських іграх, що проходили на стадіоні «Пташине гніздо», Гулієв змагався в бігу на 200 метрів. 17 серпня в попередньому раунді він, показавши результат в 20,78 секунди прибіг другим, випередивши Сандро Віану з Бразилії, який прибіг третім Чуранді Мартіна з Нідерландських Антильських островів, але поступився Обінна Мету з Нігерії, який фінішував першим. У чвертьфіналі ж Раміль, показавши результат в 20,66 секунди, зайняв 5-те місце і не зміг пробитися в півфінал.
У 2016 році в Ріо на олімпійському стадіоні в півфінальному забігу серед чоловіків на 200 метрів з результатом 20,09 прийшов четвертим, тим самим отримавши право на участь у фіналі Олімпійських ігор 2016 року в Ріо-де-Жанейро. У фіналі Гулієв посів останнє восьме місце, показавши результат 20,43 секунди. У 2016 році на чемпіонаті Європи в Амстердамі став другим на 200 метровому забігу, пробігши за 20,51 секунди.
Чемпіон в забігу на 100 і 200 метрів на Ісламських іграх солідарності 2017.
Чемпіон світу в забігу на 200 метрів, на Чемпіонаті світу з легкої атлетики 2017 року Лондоні. Свою перемогу Раміль Гулієв святкував під прапорами Азербайджану і Туреччини. Відразу після змагань Гулієва привітав президент Туреччини Реджеп Тайіп Ердоган, а на наступний день — президент Азербайджану Ільхам Алієв.

## Особисті рекорди
| Дата          | Подія | Місто                    | Час(с) |
| ------------- | ----- | ------------------------ | ------ |
|               |       |                          |        |
| 13 січня 2012 | 60 м  | Суми, Україна            | 6,58   |
| 6 липня 2017  | 100 м | Бурса (місто), Туреччина | 9,97   |
| 9 серпня 2018 | 200 м | Берлін, Німеччина        | 19,76  |
| 27 липня 2016 | 300 м | Карлстад, Швеція         | 32,61  |

## Досягнення
| Рік                     | Змагання                                             | Місто                     | Місце   | Подія | Час(с) |
| ----------------------- | ---------------------------------------------------- | ------------------------- | ------- | ----- | ------ |
| Представляє Туреччина   |                                                      |                           |         |       |        |
| 2017                    | Чемпіонат світу з легкої атлетики 2017               | Лондон, Велика Британія   | 1       | 200 м | 20.09  |
| 2017                    | Ісламські ігри солідарності                          | Баку, Азербайджан         | 1       | 100 м | 10.06  |
| 2017                    | Ісламські ігри солідарності                          | Баку, Азербайджан         | 1       | 200 м | 20.08  |
| 2016                    | XXXI Літні Олімпійські ігри                          | Ріо-де-Жанейро, Бразилія  | 8       | 200 м | 20.49  |
| 2016                    | Чемпіонат Європи з легкої атлетики 2016              | Амстердам, Нідерланди     | 2       | 200 м | 20.51  |
| 2015                    | Чемпіонат світу з легкої атлетики 2015               | Пекін, Китай              | 6       | 200 м | 20.11  |
| 2015                    | Всесвітня Універсіада                                | Кванджу, Республіка Корея | 3       | 100 м | 10.16  |
| 2015                    | Всесвітня Універсіада                                | Кванджу, Республіка Корея | 3       | 200 м | 20.59  |
| 2014                    | Чемпіонат Європи з легкої атлетики 2014              | Цюрих, Швейцарія          | 6       | 200 м | 20.48  |
| 2013                    | Середземноморські ігри                               | Мерсін, Туреччина         | 2       | 100 м | 10.23  |
| 2013                    | Середземноморські ігри                               | Мерсін, Туреччина         | 2       | 200 м | 20.46  |
| 2012                    | Міжнародний турнір у закритих приміщеннях            | Лів'єн, Франція           | 3       | 200 м | 21.05  |
| 2012                    | Чемпіонат Сумської області в закритих приміщеннях    | Суми, Україна             | 1       | 60 м  | 6.58   |
| Представляє Азербайджан |                                                      |                           |         |       |        |
| 2009                    | Чемпіонат Європи серед юніорів                       | Нові Сад, Сербія          | 1       | 200 м | 20.33  |
| 2009                    | Чемпіонат Європи сред юніорів                        | Нові Сад, Сербія          | 2       | 100 м | 10.16  |
| 2009                    | Всесвітня Універсіада                                | Белград, Сербія           | 1       | 200 м | 20.04  |
| 2009                    | Міжнародний турнір                                   | Стамбул, Туреччина        | 1       | 100 м | 10.08  |
| 2009                    | Чемпіонат Європи з легкої атлетики в приміщенні 2009 | Турин, Італія             | 7       | 60 м  | 6.67   |
| 2009                    | Чемпіонат світу з легкої атлетики 2009               | Берлін, Німеччина         | 7       | 200 м | 20.61  |
| 2008                    | Чемпіонат світу з легкої атлетики в приміщенні 2008  | Валенсія, Іспанія         | 4       | 60 м  | 6.84   |
| 2008                    | XXIX Літні Олімпійські ігри                          | Пекін, Китай              | 5 (квл) | 200 м | 20.66  |
| 2008                    | Чемпіонат світу сред юніорів                         | Бидгощ, Польща            | 5       | 200 м | 21.00  |
| 2007                    | Європейський юнацький олімпійський фестиваль         | Белград, Сербія           | 1       | 100 м | 10.50  |
| 2007                    | Європейський юнацький олімпійський фестиваль 2007    | Белград, Сербія           | 1       | 200 м | 20.98  |
| 2007                    | Чемпіонат світу серед юнаків                         | Острава, Чехія            | 2       | 200 м | 20.72  |
| 2006                    | Чемпіонат світу сред юніорів                         | Пекін, Китай              | 7       | 100 м | 10.91  |

## Особисте життя
Раміль Гулієв живе зі своєю матір'ю, яка також переїхала до нього в Туреччину. За словами самого Гулієва, у нього є дівчина, з якою вони часто спілкуються російською мовою.
На передпліччях Раміля Гулієва є численні татуювання. Що стосується ж того, що вони означають, спортсмен в пресі не розкриває, називаючи особистим.
Раміль Гулієв веде відеоблог на сайті Youtube, виставляючи зняті ним відеоролики своїх тренувань, та відповідаючи на питання.